# The Witcher 3: Wild Hunt
Вештац 3: Дивља хајка (пољ. Wiedźmin 3: Dziki Gon, енгл. The Witcher 3: Wild Hunt) је акциони РПГ смештен у отвореном окружењу, развијен од стране CD Projekt RED. Најављен је у фебруару 2013, а објављен је за Windows, PlayStation 4, и Xbox One 19. маја 2015,а за Nintendo Switch 15. октобра 2019. Игра је трећа у низу, претходе јој The Witcher и The Witcher 2: Assassins of Kings, који се заснивају на низу романа епске фантастике аутора Анджеја Сапковског.
Игра је у трећем лицу, играчи контролишу протагонисту Гералта од Ривије, ловца на чудовишта, познатог као Вештац, који креће на дуго путовање кроз Северна краљевства. У игри, играч се бори у свету препуном многих опасности, уз помоћ мачева и магије, док је у интеракцији са другим ликовима и завршава споредне задатке и главне мисије док напредује кроз причу. Игра је критички добро прошла и била је финансијски успех, продата је у више од 6 милиона примерака у првих шест недеља. Игра је проглашена за Игру године и Најбољи РПГ у години.

## Опис игре
Вештац 3: Дивља хајка је 30 пута већи од својих претходника, што приморава играче да до неких локација долазе бродом, а до других помоћу коња. Такође, играчу је омогућено и „брзо путовање“ између локација које су већ откривене. Вештац 3 је описан као 20% већи од Скајрима. Многе акције које играч обавља утичу на свет игре, са много задатака који се могу завршити на различите начине, и имати различите последице. CD Project RED предвиђа да ће играчима требати око 100 сати играња да би се игра завршила, од тога 50 сати припада споредним задацима, а 50 сати задацима главне приче.
Иако слична својим претходницима, игра Вештац 3: Дивља хајка је побољшана са више аспеката из претходних игара. Борба се врти око акционог система играња улога, са могућношћу коришћења хладних оружја и магије. Вештац 3 је увео и неке нове механике, попут могућности да играч осети објекте, људе и материјале у непосредној близини (тзв. „Чуло Вешца“), затим могућност борбе на леђима коња и на отвореном мору, пливање под водом и коришћење самострела. Као додатак, Гералт сада може да скаче, пење се, и прескаче мање препреке. Механика пењања је описана не као слична оној у Assassin’s Creed, већ више као нешто што можемо видети у Uncharted. Прављење ствари попут оружја, одела, бомби и кување напитака је и даље могуће као и у претходним играма. Једино су замке које је играч могао да прави претходном делу изостављене. Такође, истих пет знакова Вешца постоје и у овом делу игре, где сваки знак има свој алтернативни облик који се може користити.
У игри се може видети интерактивна и веома напредна вештачка интелигенција и динамичка окружења. Циклус дана и ноћи утиче на чудовишта и њихове моћи, слично заједничком мишљењу да вукодлак добија невероватну моћ током ноћи пуног месеца. Игра такође поседује и динамички систем раста браде, где брада Гералта, кога управља играч, расте током времена проведеног у игри. Сири, изузетан мачевалац и уједно вешта са магијом, је такође један од ликова које играч може управљати током игре. Гвент (Gwent) је мини-игра скупљања карата у самој игри Вештац 3, где се играч може такмичити са ликовима из игре вођени вештачком интелигенцијом, и успут зарадити новац у игри. Гвент представља замену за игру јамб из претходних делова.

## Радња игре

### Увод
Вештац 3: Дивља хајка је последње поглавље приче о Гералту од Ривије, чија је досадашња прича одрађена у претходним деловима. Настављајући после бурног краја претходног дела игре, Гералт покушава да настави са својим животом, упушта се у нову, доста личну авантуру, док сам светски поредак прети да се промени.
У игри постоји неколико важнијих локација, као што су град Новиград, мочваре Велен, острва Скелиге као и две територије Нилфгардијанског Царства: село Бели Воћњак и Краљевска Палата у Визими. Школа Вештаца, Каер Морен, позната из књига и из прве игре, такође се појављује у овом делу.

### Прича
Прича почиње када Гералт крене да тражи своју љубав, чаробницу Јенефер од Венгерберга, са Весемиром, који је мајстор вештац. Јенефер је претходно покушала да ступи у контакт са Гералтом, али је била приморана да побегне како би избегла борбу између зараћених страна Нилфгарда и Реденије.
Јенефер је та која проналази Гералта. У пратњи почасне Нилфгардијанске страже, Јенефер обавештава Гералта да Емир вар Емрис, цар Нилфгарда, позива Гералта да дође у Визиму, главни град царства. У Визими, Емир даје задатак Гералту да нађе Сири, Емирову биолошку ћерку, која је Гералтово усвојено дете. Сири је дете старачке крви, последњи наследник древне вилењачке лозе који имају могућност манипулације времена и простора. Емир верује да Сири бежи од Дивље хајке (Wild Hunt). Гералт пристаје да иде у потрагу за Сирилом, али не због Емира, већ због себе. Јенефер му даје инструкције да крене од Нилфгардијанског шпијуна у Велену.
Када Гералт стигне у Велен сазнаје да је Ередин, вођа Дивље хајке, мучио шпијуна док га није довео до смрти. Гералт ипак успева да нађе белешке које кажу да је Сирила нашла уточиште у Кров Перчу, у дворцу Крвавог Барона. Барон пристаје да му помогне само ако Гералт нађе његову жену и ћерку. Гералт сазнаје да су нестале баш због барона и његовог насилног понашања. Убрзо проналази Баронову ћерку Тамару Стренџер, у граду Оксенфурту. Тамара одбија да се врати, а од Баронове жене Ане Стренџер нема ни трага.
Гералт се окреће другом трагу, који је нашао у шпијуновим скриптама. Наиме, тај проналазак из скрипте га одводи код старе познанице, чаробнице Кире Мец. Кира обавештава Гералта да је и Сирилу тражио један вилењак, након чега одлазе у вилењакову лабораторију, ту им се обраћа вилењак и први пут се срећу са Ередином.
Кира усмерава Гералта на ’Даме шуме’ које су познате као вештице из Крокбек Бога, оне су древни демони који афирмишу власт у Велену. Вештице наређују Гералту да уништи духа који је запосео древно дрво звано Висперинг Хилок, њиховог ривала у Велену, у замену за информације о Сирили. Након суочавања са духом, вештице саопштавају Гералту да су покушале да убију Сирилу и да су њен леш хтеле да доставе Ередину али нису успеле јер им је побегла. Гералт им саопштава да ће се вратити и убити их, али након тога схвата да су вештице заправо заробиле Баронову жену Ану. Када се вратио у Кров Перч код Барона, Барон му даје информације о Сирили. Барон одлучан да спасе своју жену, не схватајући у шта се упушта, креће у напад на вештице. Да је Гералт (играч) убио духа дрвета Барон би успео да спасе Ану Стренџер и пронашао лекара који би јој помогао, али ако није убио духа Ана Стренџер је проклета и умире. Барон јој се након тога придружује тако што изврши самоубиство.
Доласком у Новиград, Гералт открива да је Црква Вечног Пламена спровела убијање и мучење свих натприродних бића. Гералт се поново састаје са својом бившом љубави, чаробницом Трис Мериголд, од које сазнаје да проналазак Сириле зависи од проналаска Данделиона, старог друга са којим је успоставила контакт. То доводи Гералта у компликовану мрежу Новиградског подземног криминала, где се среће са Дијкстром. После компликованих задатака, Гералт напокон проналази Данделиона, само да би открио да се Сирила телепортовала у Скелиге. Гералт пре одласка има могућност да помогне Трис у ослобађању од одмазде на натприродна створења (што доводи до романтичне везе са њом), може да осмисли атентат на краља Радовида, заједно са Дијкстром, и са бившим Темеријским сарадницима Верноном, Вес и Талером.
Након бродолома на обалама Скелигеа, Гералт се састаје са Јенифер, која је истраживала магичну експлозију у региону за коју верује да је повезана са Сири. Одлазе на сахрану краља Брана, где сазнају да је земља у конфликту сукцесије, Бранов син Сваринге у конфликту са Церисом и Хјаламаром, синова моћног племића, за престо. На путу, Јенифер и Гералт краду Маску Уроборуса од друида, која се може користити да види визије у будућности, Јенефер даје Гералту да користи маску у шуми где се догодила експлозија, где Гералт сазнаје да се Сирила телепортовала на острво Лофотен, да би открили да је Дивља хајка напала село, сазнају да је Сири успела да побегне уз помоћ Скјала, који је протеран из села за кукавичлук и који умире након покушаја да се искупи. Јенефер и Гералт на Скјалу изврше некроманцију и добију информације да је Скјал након спашавања Сириле видео деформисано створење, које је имало изглед бебе како тумара по обалама Скелигеа. Гералт претпоставља да је то Ума.
Пар преузима Уму из Велена и одводе га у Каер Морен где скидају проклетство и сазнају да је то вилењак Авалах. Авалах им открива да је након напада на острво телепортовао Сирилу на острво Мистс због њене сигурности. Гералт одлази да је нађе и проналази је у беживотном стању када је Авалахова магија буди у Гералтовом наручју. Сирила открива Гералту зашто је Ередин тражи: Ередин је у страху да ће његово краљевство бити уништено од стране митске моћи Беле зиме. Сири телепортује Гералта у Каер Морен након што схвате да Ередин долази на острво. У Каер Морену се спремају за сукоб са Дивљом хајком. Када Хајка нападне Каер Морен, покушавају да заштите Сирилу. У сукобу Имлерит убија Весемира и након тога Сирила пушта све своје неконтролисане моћи, што доводи до повлачења Дивље хајке. Сви присуствују Весемировој сахрани. Одлучни да се освете, Сирила и Гералт одлазе у Велен, убијају Имлерита и две вештице. Гералт убија Ередина и заједно са Јенефер одлази у торањ где су Сири и Авалах. Након тешке расправе са Гералтом Сири пролази кроз портал и зауставља Белу Зиму.
Крај игре зависи од играчевих одлука (у овом случају 3 различита исхода– Ако је избор да Сири буде представљена свом оцу као жива, а Краљ Радовид је убијен, онда остаје као владарка царства и говори Гералту да је боље да буде владар него скитиница која лови чудовишта. Ако је избор да се не представи Емиру онда она и Гералт склапају уговор где Сири постаје вештац и на крају добија мач од Гералта наког чега одлазе на дуго путовање. Алтернативни крај је ако је Сири погинула током одбране од Беле Зиме, тада Гералт креће у лов на последњу вештицу из Крокбек Бога у намери да врати Весемиров медаљон, његову једину успомену на Сири. У последњој сцени се види како чудовишта преплављују кућу у којој је Гералт нашао медаљон, остављајући Гералтову судбину непознатом.

#### “Срца од Камена“
Гералт преузима задатак од Олгиерда вон Еверека, који га шаље да убије џиновско жаболико створење у канализацији Оксенфурта. Док је у потрази за чудовиштем Гералт среће Шани, Реданијанску болничарку и стару познаницу, са којом има опцију да ступи у романтичну везу. Гералт затим убија чудовиште, само да би сазнао да је то у ствари проклети Офиерски принц. Његови стражари затим заробљавају Гералта, са намером да га убију. Док чека на своје погубљење на путу за Офиер, Гералту се придружује мистериозни Гунтер О’Дим. Гунтер помаже Гералту да побегне, у замену за његову помоћ у враћању дуга Олгиерду, који је знао да је чудовиште заправо Офиерски принц. Гунтер открива Гералту услове свог уговора са Олгиердом, који су захтевали испуњење три жеље. Гералт у разговору са Олгиердом сазнаје да је он у замену за своје емоције постао бесмртан, и тиме добио „Срце од Камена“. Признаје да је проклео Офиерског принца који је требало да се ожени са његовом правом љубави Ајрис, и да је пожелео бесмртност како би био са њом. Затим објашњава Гералту његове три жеље: да забавља његовог брата Влодомира једну ноћ, да се освети Борсоди породици тако што би преузео кућу Максимилијана Бодсодија, и последња жеља је да врати љубичасту ружу коју је дао Ајрис. Гунтер говори Гералту како су ове жеље осмишљене да буду неоствариве, пошто је кућа Борсодија под јаком стражом, а Влодомир и Ајрис су одавно умрли, ипак се одлучује да помогне Гералту.
Уз Гунтерову помоћ, Гералт дозвољава Влодимировом духу да запоседне његово тело за једну ноћ, омогућавајући му тиме да присуствује једној свадби и испуни прву жељу. Гералт затим учествује у пљачки куће Борсодија, где у трезору проналази тестамент у коме Борсоди даје сво своје богатство у добротворне сврхе, чиме је освета Олгиерда завршена, а и његова друга жеља. Да би пронашао Ајрисину ружу, Гералт тражи помоћ од надреалних бића које би му омогућиле пролаз у други свет, где сведочи прошлости Олгиерда и Ајрис. Тамо сазнаје, да због свог „Срца од камена“ Олгиерд није могао заиста волети Ајрис, те она умире несрећна. Тада Гералт, по избору играча, може узети ружу од Ајрисиног духа и тиме је ослободити од везе са смртним светом, или пак оставити ружу код ње. У сваком случају, Гералт испуњава Олгиердову последњу жељу и креће да се састане са њим. Успут сазнаје да је Гунтер у ствари древни дух чистог зла, који вара људе да мењају своје душе у замену за жеље. Када се Гералт сретне са Олгиердом, три жеље су испуњене и Гунтер долази да покупи душу.
У овом тренутку Гералт има опцију да пусти Гунтера да покупи душу, или да се умеша и спасе Олгиерда. Ако не учини ништа, Гунтер убија Олгиерда, узима му душу, и награђује Гералта са једном жељом. Ако се Гералт умеша, он изазива Гунтера, стављајући своју душу у залог за спас Олгиерда. Након решавања Гунтерове загонетке, он је приморан да ослободи обојицу. Олгиерда који је сада поново смртник, добија назад своје емоције и осећа жаљење због својих грешака у прошлости. На крају даје Гералту свој породични мач, и обећава да ће започети нов живот без Гунтерове контроле.
| Карактер                      | Глумац пољске верзије | Глумац енглеске верзије |
| ----------------------------- | --------------------- | ----------------------- |
| Гералт од Ривије              | Јасек Розенек         | Даг Кокл                |
| Јенефер                       | Беата Јевиарж         | Денис Гоф               |
| Сирила Фиона Елен Рианон      | Ана Чешлак            | Џо Вајат                |
| Трис Мериголд                 | Агњешка Куниковска    | Џејми Барбакоф          |
| Кира Мец                      | Зофиа Зборовска       | Кејти МекГинис          |
| Филип „Крвави Барон” Стренџер | Томаш Дедек           | Џејмс Клајд             |
| Ламберт                       | Леслав Журек          | Кристијан Контрерас     |
| Сигимунд Дијкстра             | Анджеј Блуменфелд     | Ричард Холи             |
| Џаскиер                       | Јацек Копчински       | Џон Шваб                |
| Золтан Чивеј                  | Павел Шчесни          | Александар Мортон       |
| Церис ан Крајт                | Јулија Колаковска     | Сара Џејн-Грин          |
| Хјалмар ан Крејт              | Гжегорж Квијечен      | Ален Лич                |
| Авалач                        | Шимон Кушмидер        | Мајкл Малони            |
| Ескел                         | Пјотр Варшавски       | Том Кларк-Хил           |
| Краш ан Крејт                 | Стефан Кнот           | Гери Лилбурн            |
| Мишовор                       | Марек Фронцковјак     | Патрик Друри            |
| Весемир                       | Милогост Речек        | Вилијам Робертс         |
| Присила                       | Ана Терпиловска       | Ема Хидлстон            |
| Емир Вар Емрис                | Пјотр Грабовски       | Чарлс Денс              |

## Развој
Игра је званично најављена 4. фебруара 2013 преко Гејм Информера, када је излазак заказан за 2014.ту годину за персоналне рачунаре и „све јаче играчке конзоле“. Касније је порука појашњена да се односи на PlayStation 4 и Xbox One у фебруару и јуну исте године. Према Мајкрософту, Вештац 3 првобитно није требало да буде доступан на Xboxу 1 у Пољској, где је игра направљена. Међутим, то се променило како је Xbox уклонио све регионалне рестрикције са свог модела Xbox One.
Дана 11. марта 2014 је најављено да је излазак игре померен за јесен 2014 до фебруара 2015. Према развојном тиму, успели су да креирају „невероватну причу, повезану са свим елементима звука и визуелних ефеката, док је слобода воље играча у потпуности очувана“- сугеришући да је главни део игре и главна прича завршена. Међутим, разлог због кога је излазак игре померен је одлука развојног тима да „што више побољшају ситне детаље и детаљно тестирају финални производ да би се игра довела до жељеног стандарда квалитета. 8. децембра 2014 развојни тим је званично објавио нови датум изласка за 19. мај 2015. године.
CD Project RED је 7. априла 2015. најавио два додатка за игру (експанзије), назване „Срца од Камена“ и „Крв и Вино“. Експанзија „Срца од Камена“ је званично изашла 13. октобра 2015, док је „Крв и Вино“ изашла 31. мај 2016. Игра је названа „златном“ што указује да је у стању спремном за умножавање и продају.
Буџет за развој игре је био 306 милиона Пољских злота.

### Покретач игре
Вештац 3: Дивља хајка користи REDengine 3 покретач игре, направљен од стране CD Project RED и дизајниран специјално за нелинеарне игре играња улога у огромним отвореним окружењима. Направљен је да помогне у отклањању неких грешака и проблема у развоју са којим су се људи из развојног тима сусретали раније, што дозвољава развојном тиму да креира „отворен свет са сложеном причом“. CD Project RED је интегрисао такозвани „Umbra 3 Visibility Solution” у свој покретач игре да би им помогао око очитавања објеката који нису у видном пољу играча (тзв. occlusion culling). Инжењери из ове две компаније су демонстрирали ову технологију на конференцији развоја видео игара 2014. Као и у претходна два дела игре, играчима је представљена веома комплексна прича која садржи многе опције са различитим повезаним последицама. Али REDengine 3 омогућава исто то без жртвовања дизајна виртуелног света.

## Утисци

### Пре изласка
Вештац 3: Дивља хајка је освојио неколико награда на Е3 конференцији у 2013 и 2014. Игра је изгласана за „најбољи РПГ“ на такмичењу „Најбоље од Е3“ које је спровео IGN у 2013. и 2014. заредом. Поред тога, освојио је и награде „Избор публике“ са конференције Е3 у 2013. и 2014. години које су спровели IGN i GameSpot, као и награду за „Најишчекиванију игру“ током 31. и 32. такмичења Златни Џојстик. Такође је освојио награду за најишчекиванију игру током такмичења у Лас Вегасу 2014. године.

### После изласка
Вештац 3: Дивља хајка је добио одличне критике. Вебсајт за окупљање критичара Metacritic је оценио верзију за персоналне рачунаре са оценом 93 од 100, базираном на 32 гласа, верзију за PlayStation 4 са 92 од 100 базирано на 79 гласова, и верзију за Xbox One са 91 од 100 базирано на 12 гласова.
Дизајнер игара Кевин ВанОрд из ГејмСпота (GameSpot) је оценио игру 10 од 10, што чини игру Вештац 3: Дивља хајка деветом која је икада постигла савршену оцену на том сајту. Он је описао истраживање, дизајн непријатеља, као и напредовање ликова кроз игру као „одличне“. Такође је похвалио богату причу, детаљно прављење оружја, опреме и напитака, и чињеницу да избори које играч прави током игре утичу на даљи ток приче. Похвалио је и начин на који је створен огроман, отворен свет игре, такође и систем борбе који је пружио веће задовољство током игре и био лакши од система у претходном делу игре. Назвао је игру „једном од најбољих РПГ игара икада направљеним“. Ерик Кејн из часописа Форбс (Forbes) је имао сличне утиске, назвао је игру „једном од највећих игара са отвореним окружењем“ које је икада играо.
Данијел Бладворт из ГејмТрејлера (GameTrailers) је оценио игру са скоро савршеном оценом 9.8 од 10. Док је имао слична мишљења о дизајну непријатеља, доста је похвалио дугу и зрелу причу игре, и да се прича „надовезује на догађаје из књига“ много више него претходни делови. Високо награђујући систем борбе, запањујуће окружење, важне последице и мисије, заједно за осећајем истраживања и повезивања приче као и споредни ликови су такође ствари које је похвалио. Такође је похвалио и ситне детаље игре, као што су гестови, обим гласова као и анимације лица карактера. Назвао је игру „јако промишљеном, разноврсном и импресивном авантуром.“
Винс Ингенито из Ај-Џи-Ен (IGN) је игри дао оцену 9.3 од 10, похваливши њено аутентично окружење, динамичко време и систем дана и ноћи, пристојну гласовну глуму, добро направљен дијалог, интересантне ликове, комплексан систем напредовања карактера, разноврсну опрему и флексибилан систем вештина. Међутим, критиковао је претерано наглашени систем задатака, као и главну причу за коју мисли да је предугачка и није испуњавајућа као други аспекти игре. У сваком случају, завршио је свој преглед рекавши да је „Вештац 3 завршио причу о Гералту на веома високом нивоу.“
Пишући за Гејм Информер (Game Informer), Кимберли Волас сматра да је игра најамбициознији део у селом серијалу. Похвалила је реалистичан свет игре, занимљиву нарацију, разноврсне пејзаже и окружења, побољшан графички интерфејс, такође и споредне мисије које су донеле много неочекиваног садржаја, брзу и изазовну борбу, која ће натерати играче да користе стратегију. Међутим, критиковала је неке мање проблеме, попут дугог времена учитавања игре, деградацију оружја као и разочаравајућу опцију за брзо путовање.
Насупрот свему томе, Крис Картер из Деструктоида (Destructoid), иако назива систем борбе „препуном акције“, изјавио је да она обесхрабрује стратегију. Осим тога, критиковао је „чула Вешца“ као и повремено опадање фрејмова игре, као и појаву грешака (bagova). Том Сениор из ГејмсРадара (GamesRadar) је такође критиковао грешке укључене у ревијалној верзији игре, јер мисли да су такви проблеми доста отежали борбу и сцене у игри. Као додатак томе, назвао је борбу „недоследну“ и „фрустрирајућу“.

### Продаја
Пре изласка, преко 1,5 милиона људи је наручило игру. Вештац 3: Дивља хајка је дебитовао на првом месту на табели у продаји софтвера у Уједињеном Краљевству, зарадивши приход 600% већи него свој претходник Вештац 2: Убица краљева. Такође је најпродаванија видео игра у УК од 26. маја 2015, оборивши рекорд који је претходно држао Battlefield Hardline. Дебитовао је на првом месту на табели и у Јапану, продавши 67,385 копија током прве недеље. 4 милиона копија је продато прве две недеље после изласка игре. Од јуна 2015. преко 690.000 играча активирало је своје копије игре преко GOG Galaxy, Игра је продата у 6 милиона копија првих шест недеља након изласка. Те продаје су донеле студију профит од 236 милиона Пољских злота ($62.5 милиона долара) у првој половини 2015.

### Награде
Вештац 3: Дивља хајка је добио одличне критике и пре самог изласка. Игра је добила преко 200 награда за своје прегледе на Е3, Гејмском (Gamescom) и другим догађањима из индустрије видео игара. Укупан број сакупљених награда је прешао 800, укључујући и преко 250 награда за Игру Године. Признања које је игра добила су од различитих догађаја, укључујући награде Златни Џојстик (The Golden Joystick Awards), Гејм награде (The Game Awards), ДАЈС награде (D.I.C.E Awards) и Саут бај Саут-Вест награде (SXSW Awards). Игра је добила признања из различитих категорија – дизајн гејмплеја, визуелни дизајн, дизајн звука итд. Вештац 3 је признат као Игра Године од Ај-Џи-Ен (IGN), ГејмСпот-а (GameSpot), ), Гејм Информер (Game Informer) и многа друга издања. Игра је добила награду Златни Џојстик за најбоље приповедање, најбољи визуелни дизајн и награду за најбољи тренутак у видео игри, као и награду за најбољи РПГ и CD Project RED добија награду за развојни студио године. Такође је освојила и награду за изузетно достигнуће у дизајну игре, изузетно техничко достигнуће и изузетно достигнуће у прављењу приче, и освојио награду Игра Године и награду за најбоље технолошко достигнуће на 16. годишњем такмичењу Гејм Девелоперс Чојс (Game Developers Choice Awards).